# Augusta (растение)
Augusta nom. cons. (лат.) — олиготипный род двудольных растений семейства Мареновые (Rubiaceae).
Выделен австрийским ботаником Иоганном Баптистом Эмануэлем Полем в 1828 году.
Род назван в честь императрицы Австрии Каролины Августы Баварской.

## Распространение, общая характеристика
Представители рода распространены от Мексики до Бразилии и на островах юго-западной части Тихого океана.
Цветки склонённые, удлинённой воронкообразный формы. Плод — коробочка, несущая четырёхгранные семена с усечённой верхушкой.

## Виды
По информации базы данных The Plant List, род включает 4 вида:
- Augusta austrocaledonica (Brongn.) J.H.Kirkbr.
- Augusta longifolia (Spreng.) Rehder
- Augusta rivalis (Benth.) J.H.Kirkbr.
- Augusta vitiensis (Seem.) J.H.Kirkbr.

Типовым видом считают Augusta lanceolata Pohl, к настоящему времени определяемый синонимом Augusta longifolia.